# António Mota (explorador)

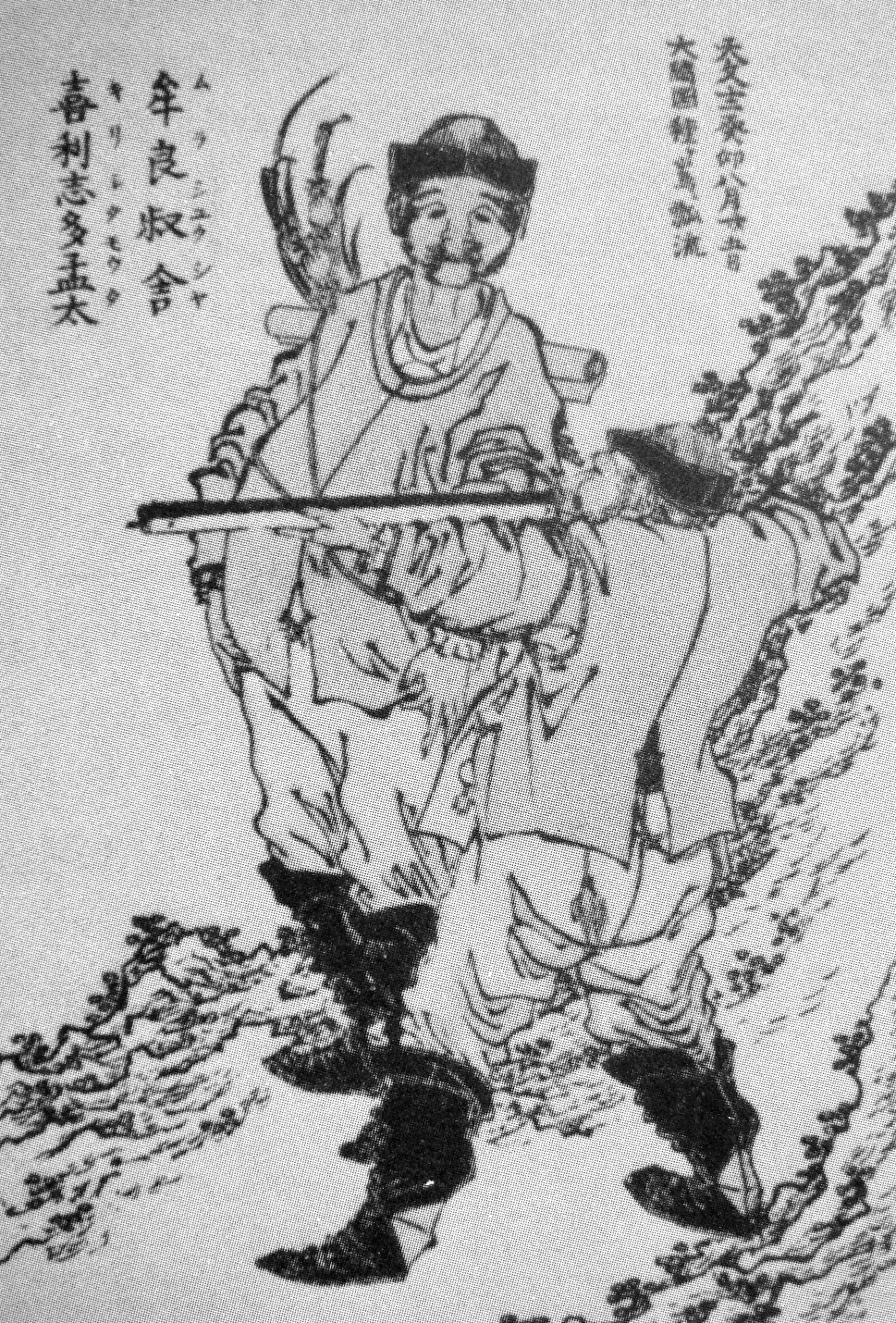
António da Mota demostrando armas aos japoneses

António da Mota foi um comerciante e explorador português, que em 1543 se tornou um dos primeiros europeus a pisar o Japão.

## Viagem
Ao viajar para Ningbo com um junco chinês em 1543 (algumas fontes dizem 1542), Mota e o resto da tripulação foram varridos do curso por uma forte tempestade. Entre a tripulação havia cerca de cem asiáticos orientais e vários portugueses. Os portugueses incluídos foram Francisco Zeimoto, António Peixoto e o próprio Mota. Fernão Mendes Pinto alegou que também estava em viagem, mas esta afirmação é pouco provável pelo facto de também ter afirmado que esteve (mais precisamente) na Birmânia na mesma altura. Impulsionado pela tempestade, o navio pousa na ilha de Tanegashima em 25 de agosto de 1543. António Mota e Francisco Zeimoto são oficialmente os primeiros europeus em solo japonês. António Peixoto não está registado como tendo desembarcado, e presumivelmente morreu no mar antes do desembarque.
Mota e Zeimoto introduziram armas portáteis no Japão, que os japoneses acharam fascinante. A partir de então os japoneses teriam uma produção em massa de armas de fogo nas décadas que se seguiram. O navio foi logo reparado e António Mota partiu do Japão. O resto de sua vida é desconhecido.